# Европейские левые
Партия европейских левых, «Европейские левые» — европейская политическая партия.
Объединяет коммунистические и демосоциалистические партии государств — членов и кандидатов на вступление в Евросоюз. В Европарламенте представители «Европейские левые» работают во фракции «Левые в Европейском парламенте – GUE/NGL». Председателем с 2022 года является Вальтер Байер. 27 сентября 2024 года 7 партий создали новый Европейский левый альянс за людей и планету, куда перешли некоторые бывшие члены ПЕЛ: Красно-зелёная коалиция (Дания), Левый блок (Португалия), Левый союз (Финляндия).

## История
В июне 1998 года в Берлине встретились представители ряда левосоциалистических, коммунистических и красно-зелёных партий, действовавших в государствах Европейского союза. Встреча проходила перед выборами в Европарламент 1999 года и её цель заключалась в выработке новых форм и способов сотрудничества между различными партиями. По итогам этой встречи в Париже в январе 1999 года вновь собрались представители 13 левых партий, принявших общую резолюцию по европейским выборам. В резолюции говорилось об ориентации на социальную, экологическую, демократическую, мирную и солидарную Европу.
В июне 1999 года прошли выборы в Европарламент, по итогам «Европейские левые», а также представители ряда леворадикальных организаций (в их числе Революционная коммунистическая лига и «Рабочая борьба» из Франции), получили 42 депутатских кресла. Ими сформирована фракция «Объединённые европейские левые — Северные зелено-левые».
В 2002 году проходили конференции «Европейских левых» в Копенгагене и Париже. В течение 2003 года проходили дебаты вокруг программного Базового политического документа (Basic Political Document). Партия европейских левых основана прежде всего как ответ на призыв нескольких левых партий (реформистско-коммунистического толка и демократического социализма), которые встретились в январе 2004 года в Берлине. На этой встрече принято основополагающее решение сформировать европейскую политическую партию. На начальном этапе своего развития Партия европейских левых определяла себя в широких и всеохватывающих терминах как «гибкая, децентрализованная ассоциация независимых и суверенных европейских левых партий и политических организаций, которые действуют вместе на основе консенсуса». Партия открыта для «социалистических, коммунистических, красно-зелёных и других демократических левых партий государств-членов и ассоциированных членов Европейского союза, которые работают вместе и используют различные формы сотрудничества на всех уровнях политической деятельности в Европе».
В основании Партии европейских левых принимали участие 15 членов. Организационное объединение и оформление партии отражается в том, что к 2009 году в партию входили в сумме уже 34 партии и организации: 23 — как полноценные члены ПЕЛ и 11 — как ассоциированные члены партии. Наконец, 10—11 января 2004 года в Берлине прошла очередная конференция, на которой прозвучал призыв ко всем заинтересованным левым партиям в Европе объединиться в Партию европейских левых. Партия учреждена на конференции в Риме в мае 2004 года.
Несомненно, у партий-основателей целый ряд мотивов для начала партийного объединения на европейском уровне. Также партии отличала различная степень понимания целей построения единой партии, неоднородная приверженность идеалам межнационального сотрудничества. Эти ключевые различия легли в основу тех разногласий, проблем и конфликтов, которые сопровождают Партию европейских левых вплоть до настоящего времени. Партии Восточной и Центральной Европы рассматривали вовлечение в процесс партийного строительства и участие в преимущественно западноевропейской партии как предоставление некоторой степени легитимности своим действиям или даже своему существованию внутри своих стран, что напоминало мотивы, побудившие ряд этих парий присоединиться к Социалистическому Интернационалу в 1990-е. Однако для ядра партий-основателей, Партия европейских левых представляла собой необходимый стимул для объединения усилий по поиску организационной формы, которая дала бы возможность сконцентрировать стремления по координированию процесса выработки политики и коллективного стратегического мышления европейских левых партий с целью оказания противодействия доминирующей идеологии неолиберализма. Выборы в Европейский парламент явились необходимым катализатором партийного объединения, воодушевляя лидеров левых сил.
Вместе с тем, некоторые особенности новой партии общеевропейского уровня с самого начала препятствовали её организационной целостности, согласованности действий её членов и их последовательности в выполнении общей программы. Во-первых, как и Европейская партия зелёных, Партия европейских левых рассматривает Европу шире пределов Европейского союза, разрешая равноправное членство партиям государств, ближайшая перспектива вхождения в Европейский союз которых весьма сомнительна. Во-вторых, Партия европейских левых не включает в себя полный спектр важных и влиятельных левых партий Европы. Некоторые из таких партий присоединились к ПЕЛ после основания, но только как наблюдатели, а некоторые не присоединились к работе европейской партии вообще. В-третьих, картина консолидации и объединения политических сил затмевается присутствием большого числа микро-партий, уровень поддержки которых на национальном уровне крайне низок, а значимость их вклада в деятельность ПЕЛ весьма иллюзорна.
Но едва ли не самым существенным фактором в дискуссии о влиянии Европейской левой партии является существующее разделение между левой транснациональной партией — ПЕЛ и левой парламентской группой (фракцией «Европейские объединённые левые/Лево-зелёные Севера» в Европарламенте). В большинстве транснациональных партий существуют различия в функциях и даже разногласия между партией, сосредотачивающейся на координации политики, и группой в Европейском парламенте, обращающей основное внимание на реализацию выработанного политического курса. Как бы то ни было, создание ПЕЛ имело своей целью объединить настолько широкий круг левых политических партий, что привело к возникновению несоответствия политическим группам, представленным в Европарламенте. Так, в 2004 году ПЕЛ заключала в себе лишь 28 из 48 членов парламентской фракции. Фракция объединённых левых в Европарламенте включала несколько влиятельных партий, которые на тот момент не присоединились к ПЕЛ. Именно поэтому фракция левых в Европейском парламенте ни в коей мере не может рассматриваться (даже при некотором обобщении), целиком и полностью как фракция Партии европейских левых в Европарламенте. В целом, в первые годы своей деятельности Европейская Левая партия, казалось, больше концентрировала своё внимание на количестве своих членов, а не на «качестве» взаимодействия между ними. Этот факт может рассматриваться в контексте важной функции транснациональных партий по «фильтрации» — партия разъясняет идентичность партийной семьи путём простого отбора тех, кому разрешается вступление в её ряды. В этой связи, ПЕЛ сознательно применила стратегию, направленную на включение партий, а не ограничение их вступления в её ряды, что не совсем оптимально для быстрого выделения, «кристаллизации» партийной идентичности, но определенным образом подчеркнуло образ партии, как гибкой и децентрализованной организации.
Тем не менее, существуют и свидетельства организационного оформления партии и консолидации политических сил в рамках Европейской левой партии. В частности, ПЕЛ, реализуя принцип «сетевой партии», действующей по восходящей, выработала ряд инновационных направлений в деятельности. Например, партия предложила индивидуальное членство и «дружественные круги» вне своих составных частей, то есть национальных партий. Более того, партия заключает в себя большое количество рабочих групп, предназначенных для того, чтобы сделать политику более открытой для граждан. Данные группы специализируются на различных областях, проблемах и сферах деятельности таких, как работа профсоюзов, проблемы гендерного равноправия, политики на местах, изменении климата. С 2006 года ПЕЛ организует также Летний университет для активистов, как площадку для обсуждения широкого спектра вопросов: финансовый кризис, сотрудничество в регионе Средиземного моря, выборы в Европейском союзе и многих других. Европейская левая партия установила тесные связи с сетью европейских исследовательских групп и организаций-членов сети под названием Transform!, например, Фонда Розы Люксембург, который непосредственно примыкает к Левой партии ФРГ, и другими организациями, которые реализуют диалог между активистами европейских левых сил, в особенности теми, что участвуют в Европейских социальных форумах — «главной европейской арене мирового движения за справедливость».
Проект Европейской левой партии на самом деле долгое время находился в разработке. Как длительное создание ПЕЛ в частности, так и нерешительность в объединительном процессе современных европейских левых имеют общие корни в долгом разделении между западноевропейскими коммунистическими партиями по всему спектру вопросов, затрагивающих фундаментальную природу и потенциал Европейского союза. 1990-е гг. также отмечены для левых сил Европы различными трудностями. Многие партии после распада СССР трансформировались в социал-демократические и впоследствии поглощены фракцией социалистов в Европарламенте.
До сих пор ни фракция «Европейские объединенные левые — Северные зеленые левые» в европейском парламенте, ни Новый Европейский Левый Форум, основанный в 1991 году и предусматривающий свободные собрания левых партий 2 раза в год для обсуждения общих вопросов, не осуществили своё намерение сформировать общую европейскую стратегию левых сил или выработать общую идентичность — как раз наоборот, с того момента, как они отказались от чего-либо, в чем просматривался интернационализм эпохи Коминтерна, они отстаивали идею децентрализованной сетевой работы. Но передача части суверенитета на наднациональный уровень рассматривалась сторонниками евроинтеграции как нечто естественное, при условии, что левые силы хотят иметь хоть сколько-нибудь значимую роль в эру возрождающейся неолиберальной глобализации. В свете событий первой половины 2000-х гг. ПЕЛ поддержала расширение Европейского союза на Восток, надеясь за счет вступления новых членов уменьшить влияние США на ЕС, а также воспользоваться благоприятными условиями для социальной борьбы в странах-новичках. Именно в данный момент выработаны основные приоритеты Европейской левой партии:
1. придать новый импульс антивоенному движению и движению сопротивления неолиберальной глобализации;
2. придать новый импульс европейской интеграции, который не могут обеспечить ни правые силы, ни социал-демократы;
3. сформулировать аргументацию для защиты европейской социальной модели — сердца европейской идентичности;
4. освободить процесс европейской интеграции от Евро-атлантизма.

Борьба за рассмотрение и реализацию этих приоритетов нуждалась в новой форме сотрудничества вне свободных форм, представленных в Новом Европейском Левом Форуме и во фракции Европарламента, которые, несмотря на децентрализованность, выполняют важную функцию. Однако, левым силам, готовым дать ответ вызовам неолиберальной глобализации кризису капитализма, приходилось продвигаться вперед к обновленному, более эффективному вмешательству в европейскую политику, которое будет включать в себя весь спектр явлений, событий, ситуаций, находящихся в повестке дня Единой Европы. Для партий, которые сформировали ЕЛП, уже недостаточно было свободной и неформальной, частичной кооперации: им необходим общий натиск, чтобы бросить все свои силы для увеличения влияния на развитие событий в Европейском союзе.
Однако не все левые силы в Европе приветствовали рождение Европейской левой партии, одобряя это событие или выражая желание участвовать в деятельности новой политической силы. Северные зелёные левые, традиционно проявляющие подозрительность к деятельности Европейского союза, вместо того, чтобы участвовать в основании ЕЛП, образовали Северный альянс зелёных и левых в феврале 2004 года. И, хотя данная организация не являлась партией, она, несомненно, способствовала сотрудничеству между независимыми партиями. Многие влиятельные левые партии также сомневались в необходимости создания партии европейского уровня. Наконец, некоторые партии троцкистского и других леворадикальных направлений образовали в 2000 году организацию под названием Европейские антикапиталистические левые, чтобы продолжить противостояние дальнейшему развитию процесса европейской интеграции. Эта организация являлась потенциальным соперником Европейской левой партии, так как многие её члены рассматривали данную политическую силу, как реформистскую, социал-демократическую и популистскую, хотя лишь немногие из её составных частей пользовались поддержкой у электората. Высказывались мнения, что Европейская левая партия и её составные части не имеют ничего общего с идеями коммунизма.
В данный период наибольшее влияние внутри ЕЛП начинают оказывать так называемые нео-коммунисты, которые вслед за умеренной Левой партией ФРГ ориентировались на более конструктивный подход, как к партийному строительству, так и к вопросам европейской интеграции. Политическая линия Европейской левой партии начала формироваться партиями, представленными в Европарламенте и выступающими за то, чтобы «реформировать капитализм, а не уничтожить его». Безусловно, Европейская левая партия в настоящий момент является реформистской партией. Это доказывается тем, что основные партии-основатели являются реформистско-коммунистическими или партиями демократического социализма. Дискуссия о дееспособности Левой партии европейского уровня поднимает важный вопрос: значит ли европеизация левых сил и нарастающее давление на партии, с целью добиться их транснационального сотрудничества, что ЕЛП может быть сформирована единственно лишь путём развития европейской интеграцией, а не являться политической силой, способной формировать сам процесс объединения европейских государств, влиять на развитие интеграционных процессов. Обсуждение данного вопроса обнажило и ряд основных препятствий, стоящих перед объединенными левыми силами Европы. Прежде всего, можно сделать вывод, что разрыв, разделяющий партию и фракционное объединение левых сил в европейском парламенте, катастрофически велик. Без полноценного представительства в ключевом наднациональном институте европейского союза Европейская левая партия имеет лишь призрачную возможность наращивания своего политического потенциала. Сложность представляет и координация действий между различными и многочисленными организациями, объединяющими партии левого толка.
Партия впервые приняла участие в общеевропейских выборах в июне 2004 года. По итогам вместе с ультралевыми кандидатами (Европейские антикапиталистические левые) Партия европейских левых получила 41 место в Европарламенте.

## Организационная структура
Высший орган - съезд (Congress), между съездами - совет председателей партий-членов (The Council of Chairpersons), между советами председателей партий-членов - Исполнительный совет (The Executive board), состоящий из председателя, заместителя председателя, казначея и членов.

## Критика
- «Нам известно, что ПЕЛ сторонник ЕС и щедро финансируется им как „европейская партия“, то есть, как партия принимающая „принципы“ капиталистической эксплуатации, лежащие в основе волчьего союза монополий — ЕС. К тому же она взяла на себя подобные обязательства в своем Уставе и учредительных документах!» (Письмо Отдела международных отношений ЦК КПГ газете «Морнинг стар», 5 марта 2012 г.)[7].
- «ПЕЛ была создана согласно директивам ЕС, „Маастрихтского договора“ и стратегии капитала. Она приняла условия ЕС. ПЕЛ защищает европейский империалистический центр, является сторонником классового сотрудничества и общественного консенсуса и боится борьбы за социализм как чёрт ладана», — отмечает член Политбюро ЦК КПГ Георгиос Маринос (2013)[8].
- В качестве примера партий, которые «давно отказались от революционного пути», приводит партии руководства «Партии европейских левых» (ПЕЛ) член Политбюро ЦК КПГ Георгиос Маринос (2013)[9].

## Члены Партии европейских левых
Мы должны дать решительный отпор утверждениям буржуазных и оппортунистических сил, в особенности Партии европейских левых (ПЕЛ) и Die Linke, продвигающих позиции капитала в рядах рабочего класса.

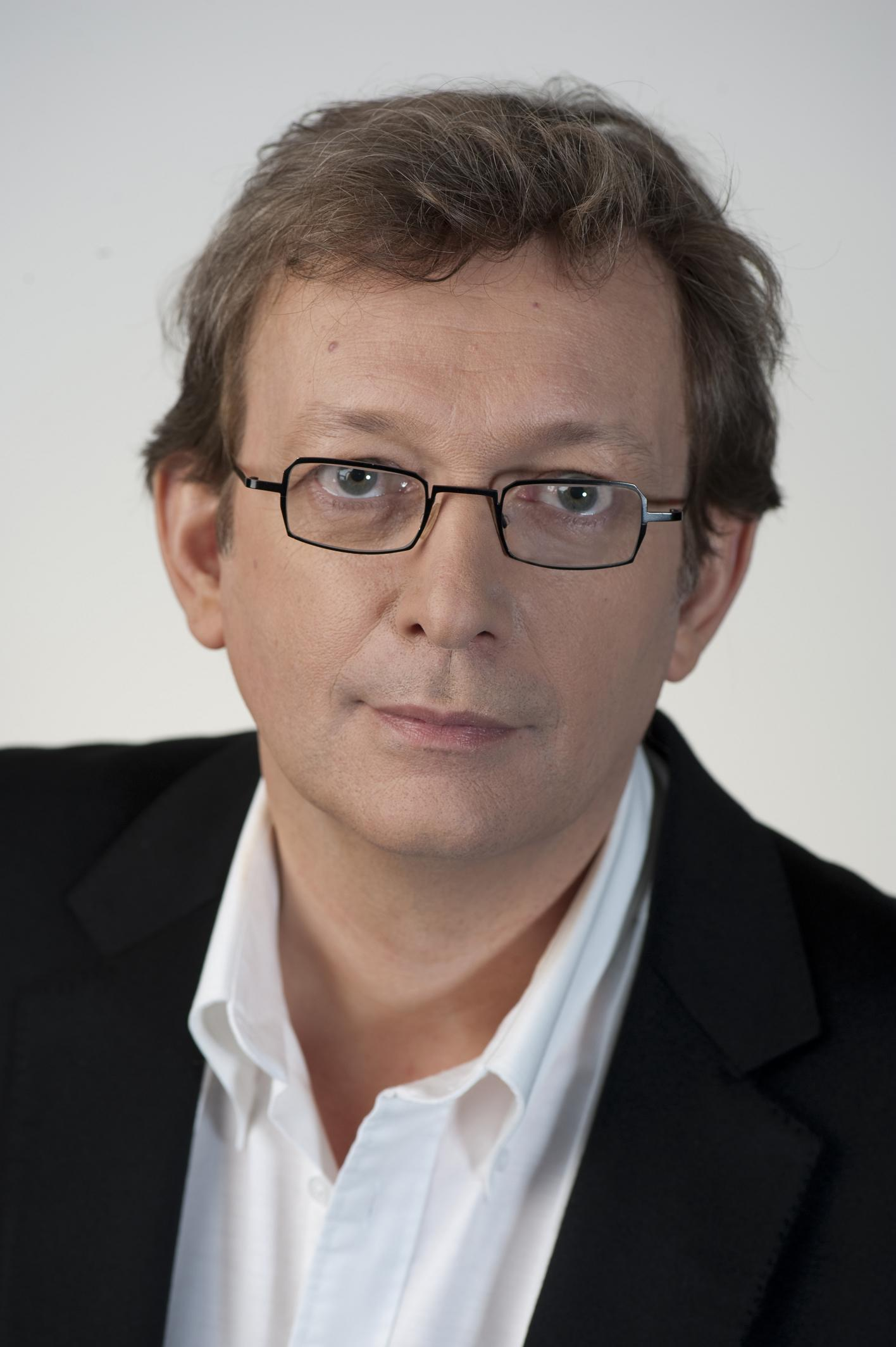
Пьер Лоран, президент Партии европейских левых (2010—2016)

- Австрия: Коммунистическая партия Австрии
- Бельгия: Коммунистическая партия (Валлония)
- Бельгия: Коммунистическая партия (Фландрия)
- Беларусь: Белорусская партия объединённых левых «Справедливый мир» — с октября 2009; была утверждена в 2010
- Болгария: Болгарские левые — с сентября 2010
- Чехия: Партия демократического социализма
- Эстония: Объединённая левая партия Эстонии
- Финляндия: Коммунистическая партия Финляндии — с октября 2009; ранее имела статус наблюдателя
- Франция: Французская коммунистическая партия
- Франция: Левая партия
- Франция: Унитарные левые
- Германия: «Левые» — с 2007 года; ранее членами «Европейских левых» были Левая партия. ПДС и «Труд и социальная справедливость — Избирательная альтернатива»
- Греция: «Синаспизмос» → СИРИЗА
- Венгрия: Рабочая партия Венгрии-2006 — с 2009; вместо вышедшей из ПЕЛ Венгерской коммунистической рабочей партии
- Италия: Партия коммунистического возрождения
- Люксембург: «Левые»
- Молдова: Партия коммунистов Республики Молдова
- Румыния: Румынская коммунистическая партия (2010)
- Сан-Марино: Коммунистическое возрождение Сан-Марино
- Словения: «Объединённые левые» → «Левые»
- Испания: «Объединённые левые»
- Испания: Коммунистическая партия Испании
- Испания: «Объединённые альтернативные левые Каталонии»
- Швейцария: Швейцарская партия труда
- Турция: Партия свободы и солидарности — с 2007 года

Также в рамках Партии европейских левых действуют партии-наблюдатели, среди которых:
- Кипр: Прогрессивная партия трудового народа
- Чехия: Коммунистическая партия Чехии и Моравии
- Германия: Германская коммунистическая партия
- Греция: Обновлённая коммунистическая экологическая левая
- Италия: Партия итальянских коммунистов
- Италия: Итальянские левые
- Польша: Молодые социалисты
- Словакия: Коммунистическая партия Словакии

Бывшие члены (до 2024):
- Дания: Красно-зелёная коалиция — с июня 2010; ранее имела статус наблюдателя

- Финляндия: Левый союз

- Португалия: Левый блок

## Председатели
- 2004—2007 — Фаусто Бертинотти от Партии коммунистического возрождения Италии)
- 2007—2010 — Лотар Биски от Левой партии Германии
- 2010—2016 — Пьер Лоран от Французской коммунистической партии
- 2016—2019 — Грегор Гизи[11] от Левой партии Германии
- 2019—2022 — Хайнц Бинбаум от Левой партии Германии
- с 2022 — Вальтер Байер от Коммунистической партии Австрии